# Con te partirò
Con te partirò (Pójdę z tobą) – singiel włoskiego śpiewaka Andrei Bocellego z 1995.
Bocelli zaśpiewał pierwszy raz tytułową piosenkę na Festiwalu Piosenki Włoskiej w San Remo. Utwór znalazł się na płycie wydanej w tym samym roku. Singiel ukazał się najpierw jako wersja jednostronna z piosenką „Vivere”, trafiając na Listę najlepiej sprzedających się singli we Francji, potem w Belgii. Druga wersja piosenki „Con te partirò”, „Time to Say Goodbye” (Czas, by powiedzieć: żegnaj), zaśpiewana częściowo po angielsku w duecie z sopranistką Sarah Brightman, cieszyła się jeszcze większym sukcesem w Europie – została sprzedana w ponad 12 milionach kopii na całym świecie. Bocelli nagrał również hiszpańską wersję przeboju – „Por ti volaré”. Piosenka uważana jest za signature song artysty.
Utwór został wykorzystany m.in. w spocie reklamowym telefonii komórkowej TIMM we Włoszech oraz hotelu „Bellagio” w Las Vegas.